# Liste der denkmalgeschützten Objekte im Okres Trutnov
Grundlage dieser Liste der denkmalgeschützten Objekte im Okres Trutnov ist die ÚSKP-Liste (tschechisch Ústřední seznam kulturních památek České republiky ‚Zentrale Liste der Kulturdenkmäler der Tschechischen Republik‘), die von der tschechischen Denkmalschutzbehörde NPÚ (tschechisch Národní památkový ústav ‚Nationale Denkmalbehörde‘) seit 1987 geführt wird und an die seit dem Jahre 1850 geschaffenen Listen anschließt.
Die folgenden Angaben ersetzen nicht die rechtsverbindliche Auskunft der Denkmalbehörde.
Die denkmalgeschützten Objekte werden hier für die einzelnen Gemeinden im Okres Trutnov aufgelistet. Außerdem gibt es separate Listen für folgende Orte:
- Liste der denkmalgeschützten Objekte in Bernartice
- Liste der denkmalgeschützten Objekte in Černý Důl
- Liste der denkmalgeschützten Objekte in Dolní Olešnice
- Liste der denkmalgeschützten Objekte in Dvůr Králové nad Labem
- Liste der denkmalgeschützten Objekte in Horní Maršov
- Liste der denkmalgeschützten Objekte in Hostinné
- Liste der denkmalgeschützten Objekte in Janské Lázně
- Liste der denkmalgeschützten Objekte in Kuks
- Liste der denkmalgeschützten Objekte in Malá Úpa
- Liste der denkmalgeschützten Objekte in Malé Svatoňovice
- Liste der denkmalgeschützten Objekte in Pec pod Sněžkou
- Liste der denkmalgeschützten Objekte in Pilníkov
- Liste der denkmalgeschützten Objekte in Radvanice
- Liste der denkmalgeschützten Objekte in Rtyně v Podkrkonoší
- Liste der denkmalgeschützten Objekte in Rudník
- Liste der denkmalgeschützten Objekte in Trutnov
- Liste der denkmalgeschützten Objekte in Úpice
- Liste der denkmalgeschützten Objekte in Velká Úpa
- Liste der denkmalgeschützten Objekte in Vrchlabí
- Liste der denkmalgeschützten Objekte in Žacléř

## Batňovice(Batnowitz)
| Lage                                                          | Objekt                                   | Beschreibung                             | ÚSKP-Nr.                  | Bild                                     |
| ------------------------------------------------------------- | ---------------------------------------- | ---------------------------------------- | ------------------------- | ---------------------------------------- |
| Batňovice, im Garten vom Haus Nr. 127 (Standort)              | Statue des hl. Wenzel                    | Statue des hl. Wenzel                    | 29956/6-3428 Info Katalog | Statue des hl. Wenzel                    |
| Batňovice (Standort)                                          | Kirche des hl. Bartholomäus              | Kirche des hl. Bartholomäus              | 23452/6-5049 Info Katalog | weitere Bilder                           |
| Batňovice, an der Straße von Batňovice nach Náchod (Standort) | Denkmal des Kampfes gegen den Faschismus | Denkmal des Kampfes gegen den Faschismus | 44915/6-5143 Info Katalog | Denkmal des Kampfes gegen den Faschismus |
| Batňovice, am Friedhof (Standort)                             | Grab eines Rotarmisten                   | Grab eines Rotarmisten                   | 33024/6-5157 Info Katalog | Grab eines Rotarmisten                   |
| Batňovice, gegenüber von Haus Nr. 3 (Standort)                | Statue des hl. Johannes von Nepomuk      | Statue des hl. Johannes von Nepomuk      | 33989/6-3429 Info Katalog | Statue des hl. Johannes von Nepomuk      |
| Batňovice 181, Zálesí (Standort)                              | Schule                                   | Schule                                   | 39248/6-5103 Info Katalog | Schule                                   |

## Bílá Třemešná(Weiß Tremeschna)
| Lage                                                 | Objekt                             | Beschreibung | ÚSKP-Nr.                  | Bild           |
| ---------------------------------------------------- | ---------------------------------- | --- | ------------------------- | -------------- |
| Bílá Třemešná (Standort)                             | Kriegerdenkmal 1. und 2. Weltkrieg | Kriegerdenkmal 1. und 2. Weltkrieg | 16343/6-5110 Info Katalog | weitere Bilder |
| Bílá Třemešná 33 (Standort)                          | Pfarrhaus                          | Pfarrhaus | 13254/6-6019 Info Katalog | weitere Bilder |
| Bílá Třemešná (Standort)                             | Denkmal für Johann Amos Comenius   | Denkmal für Johann Amos Comenius | 23950/6-3434 Info Katalog | weitere Bilder |
| Bílá Třemešná 150, an der Eisenbahnbrücke (Standort) | Haus Nr. 150                       | Bauernhaus | 27869/6-3436 Info Katalog | weitere Bilder |
| Bílá Třemešná (Standort)                             | Kirche des hl. Jakobus             | Kirche des hl. Jakobus | 35115/6-5050 Info Katalog | weitere Bilder |
| Bílá Třemešná, Aleje, im Königreichwald (Standort)   | Talsperre Les Království           | Talsperre Les Království (Königreichwald) mit Einzeldenkmalen in: - Bílá Třemešná: Deichhaus Nr. 236, Wirtschaftsgebäude, Kraftwerk Nr. 282, Damm, Hochwasserentlastung und Umgehungsstollen - Debrné u Mostek: Wasserstandsanzeige verschiebbarem, Wasserentnahmeturm, linker Schachtüberlauf und Umgehungsstollen - Verdek: Dammkörper, Wasserstandsanzeige und linker Umgehungstunnel. | 24486/6-3435 Info Katalog | weitere Bilder |

## Bílé Poličany(Weiß Politschan)
| Lage                                                   | Objekt                | Beschreibung                                | ÚSKP-Nr.                  | Bild           |
| ------------------------------------------------------ | --------------------- | ------------------------------------------- | ------------------------- | -------------- |
| Bílé Poličany 76 (Standort)                            | Haus Nr. 76           | Bauernhaus                                  | 25768/6-3438 Info Katalog | Haus Nr. 76    |
| Bílé Poličany, südöstlich der Burgmauer (Standort)     | Speicher              | Speicher                                    | 24754/6-3439 Info Katalog | Speicher       |
| Bílé Poličany 1, am nordwestlichen Ortsrand (Standort) | Schloss Bílé Poličany | Schloss Bílé Poličany (Zámek Bílé Poličany) | 24868/6-3437 Info Katalog | weitere Bilder |

## Borovnice(Groß Borowitz)
| Lage                                     | Objekt              | Beschreibung          | ÚSKP-Nr.                  | Bild           |
| ---------------------------------------- | ------------------- | --------------------- | ------------------------- | -------------- |
| Borovnice (Standort)                     | Kirche des hl. Veit | Kirche des hl. Veit   | 17919/6-5051 Info Katalog | weitere Bilder |
| Borovnice 29 (Standort)                  | Bauernhaus Nr. 29   | Bauernhaus - Holzhaus | 68916/6-4580 Info Katalog | BW             |
| Borovnice, bei der Post (Standort)       | Mariensäule         | Mariensäule           | 26227/6-3443 Info Katalog | Mariensäule    |
| Borovnice, im Feld (Standort)            | Windmühle           | Windmühle             | 28343/6-3442 Info Katalog | BW             |
| Borovnice 22, am Bahnübergang (Standort) | Bauernhaus Nr. 22   | Bauerngehöft          | 17520/6-3440 Info Katalog | weitere Bilder |
| Borovnice (Standort)                     | Haus bei Nr. 29     | Bauernhaus            | 16696/6-4579 Info Katalog | BW             |

## Borovnička(Klein Borowitz)
| Lage                  | Objekt           | Beschreibung | ÚSKP-Nr.            | Bild           |
| --------------------- | ---------------- | --- | ------------------- | -------------- |
| Borovnička (Standort) | Herz-Jesu-Kirche | Herz-Jesu-Kirche, mit Ostausrichtung, errichtet 1933 in expressionistischem Stil mit traditionellen neogotischen Elementen. | 106860 Info Katalog | weitere Bilder |

## Čermná(Tschermna)
| Lage                          | Objekt             | Beschreibung | ÚSKP-Nr.                  | Bild               |
| ----------------------------- | ------------------ | ------------ | ------------------------- | ------------------ |
| Čermná, bei Nr. 89 (Standort) | Scheune bei Nr. 89 | Scheune      | 49996/6-6051 Info Katalog | Scheune bei Nr. 89 |
| Čermná 92 (Standort)          | Haus Nr. 92        | Bauernhaus   | 46753/6-3444 Info Katalog | Haus Nr. 92        |

## Chotěvice(Kottwitz)
| Lage                              | Objekt                           | Beschreibung                     | ÚSKP-Nr.                  | Bild                             |
| --------------------------------- | -------------------------------- | -------------------------------- | ------------------------- | -------------------------------- |
| Chotěvice (Standort)              | Säule mit Kalvarienberg-Skulptur | Säule mit Kalvarienberg-Skulptur | 101110 Info Katalog       | Säule mit Kalvarienberg-Skulptur |
| Chotěvice, am Friedhof (Standort) | Grabstätte der Roten Armee       | Grabstätte der Roten Armee       | 30970/6-5161 Info Katalog | BW                               |
| Chotěvice 73 (Standort)           | Pfarrhaus                        | Pfarrhaus                        | 35608/6-3553 Info Katalog | BW                               |
| Chotěvice (Standort)              | Peter-Paul-Kirche                | Peter-Paul-Kirche                | 68293/6-5842 Info Katalog | weitere Bilder                   |

## Choustníkovo Hradiště(Gradlitz)
| Lage                                                           | Objekt                                 | Beschreibung | ÚSKP-Nr.                  | Bild                                |
| -------------------------------------------------------------- | -------------------------------------- | --- | ------------------------- | ----------------------------------- |
| Choustníkovo Hradiště (Standort)                               | Kreuzkirche mit Pfarrhaus und Friedhof | Kreuzkirche mit Pfarrhaus und Friedhof | 46232/6-3555 Info Katalog | weitere Bilder                      |
| Choustníkovo Hradiště, im nördlichen Teil des Dorfs (Standort) | Burgruine Hrad Choustníkovo Hradiště   | Burgruine in Choustníkovo Hradiště | 40624/6-3554 Info Katalog | weitere Bilder                      |
| Choustníkovo Hradiště, im Park an der Kirche (Standort)        | Büste des Grafen Sporck                | Büste des Grafen Franz Anton von Sporck (1662–1738), Bronzebüste auf säulenartigem Sandsteinsockel, geschaffen 1901 vom Bildhauer E. Gerhardt, zum Andenken der ehem. Bewohner des Ortes für den Kunstmäzen und Gründer des Kur- und Krankenhauses in Kuks. | 37742/6-3561 Info Katalog | Büste des Grafen Sporck             |
| Choustníkovo Hradiště, gegenüber vom Pfarrhaus (Standort)      | Statue des hl. Johannes von Nepomuk    | Statue des hl. Johannes von Nepomuk | 26795/6-3557 Info Katalog | Statue des hl. Johannes von Nepomuk |
| Choustníkovo Hradiště, auf dem neuen Friedhof (Standort)       | Todesmarsch-Denkmal                    | Todesmarsch-Denkmal | 27988/6-3560 Info Katalog | BW                                  |
| Choustníkovo Hradiště, an der Straße nach Kocbeře (Standort)   | Statue des hl. Johannes von Gott       | Statue des hl. Johannes von Gott | 28330/6-3558 Info Katalog | BW                                  |

## Chvaleč(Qualisch)
| Lage                                                                    | Objekt                             | Beschreibung                       | ÚSKP-Nr.                  | Bild           |
| ----------------------------------------------------------------------- | ---------------------------------- | ---------------------------------- | ------------------------- | -------------- |
| Chvaleč (Standort)                                                      | Kirche des hl. Jakobus des Älteren | Kirche des hl. Jakobus des Älteren | 27920/6-3564 Info Katalog | weitere Bilder |
| Chvaleč Nr. 2006 (Standort)                                             | Haus Nr. 2006                      | Bauernhaus                         | 15803/6-3565 Info Katalog | BW             |
| Petříkovice, an der Straße in Richtung Chvaleč - Petříkovice (Standort) | Denkmal für František Opočenský    | Denkmal für František Opočenský    | 16691/6-5135 Info Katalog | BW             |
| Petříkovice 76 (Standort)                                               | Haus Nr. 76                        | Bauernhaus                         | 104825 Info Katalog       | BW             |

## Dolní Branná(Hennersdorf)
| Lage                                                                     | Objekt               | Beschreibung         | ÚSKP-Nr.                  | Bild           |
| ------------------------------------------------------------------------ | -------------------- | -------------------- | ------------------------- | -------------- |
| Dolní Branná (Standort)                                                  | Kirche des hl. Georg | Kirche des hl. Georg | 100708 Info Katalog       | weitere Bilder |
| Dolní Branná 179 (Standort)                                              | Haus Nr. 179         | Bauernhaus           | 29603/6-3451 Info Katalog | weitere Bilder |
| Dolní Branná 208 (Standort)                                              | Villa čp. 208        | Villa                | 11958/6-5541 Info Katalog | weitere Bilder |
| Dolní Branná, okraj obce, u komunikace směr Kunčice nad Labem (Standort) | Säule mit Kruzifix   | Säule mit Kruzifix   | 101860 Info Katalog       | weitere Bilder |
| Dolní Branná, an der Straße nach Vrchlabí (Standort)                     | Kapelle              | Kapelle              | 15851/6-3450 Info Katalog | weitere Bilder |

## Dolní Brusnice(Nieder Prausnitz)
| Lage                             | Objekt                     | Beschreibung                               | ÚSKP-Nr.                  | Bild                       |
| -------------------------------- | -------------------------- | ------------------------------------------ | ------------------------- | -------------------------- |
| Dolní Brusnice 14, 77 (Standort) | Haus Nr. 14 a 77           | Bauernhaus – zwei Häuser bei Nr. 14 und 77 | 19657/6-3453 Info Katalog | Haus Nr. 14 a 77           |
| Dolní Brusnice 11 (Standort)     | Wassermühle - Staffův mlýn | Wassermühle                                | 20370/6-3452 Info Katalog | Wassermühle - Staffův mlýn |

## Dolní Dvůr(Niederhof)
| Lage                                  | Objekt               | Beschreibung         | ÚSKP-Nr.                  | Bild |
| ------------------------------------- | -------------------- | -------------------- | ------------------------- | ---- |
| Dolní Dvůr, bei der Kirche (Standort) | Statue des hl. Josef | Statue des hl. Josef | 32947/6-3454 Info Katalog | BW   |
| Dolní Dvůr 114 (Standort)             | Haus Nr. 114         | Bauernhaus           | 50712/6-6164 Info Katalog | BW   |

## Dolní Kalná(Nieder Kalna)
| Lage                                                         | Objekt                             | Beschreibung                       | ÚSKP-Nr.                  | Bild                               |
| ------------------------------------------------------------ | ---------------------------------- | ---------------------------------- | ------------------------- | ---------------------------------- |
| Dolní Kalná (Standort)                                       | Wenzelskirche                      | Wenzelskirche                      | 40267/6-3455 Info Katalog | weitere Bilder                     |
| Dolní Kalná, gegenüber dem Eingangstor zur Kirche (Standort) | Kriegerdenkmal 1. und 2. Weltkrieg | Kriegerdenkmal 1. und 2. Weltkrieg | 20296/6-5140 Info Katalog | Kriegerdenkmal 1. und 2. Weltkrieg |
| Dolní Kalná, auf dem Friedhof (Standort)                     | Grab eines Rotarmisten             | Grab eines Rotarmisten             | 16478/6-5123 Info Katalog | Grab eines Rotarmisten             |
| Dolní Kalná 1 (Standort)                                     | Pfarrhaus                          | Pfarrhaus                          | 100420 Info Katalog       | Pfarrhaus                          |

## Dolní Lánov(Nieder Langenau)
| Lage                                                             | Objekt                             | Beschreibung                                                                            | ÚSKP-Nr.                  | Bild           |
| ---------------------------------------------------------------- | ---------------------------------- | --------------------------------------------------------------------------------------- | ------------------------- | -------------- |
| Dolní Lánov (Standort)                                           | Kirche des hl. Jakobus des Älteren | Kirche des hl. Jakobus des Älteren - Kirche, Tor, Umfassungsmauer mit Kreuzwegkapellen. | 18007/6-3456 Info Katalog | weitere Bilder |
| Dolní Lánov 165 (Standort)                                       | Ehem. Pfarrhaus                    | Ehem. Pfarrhaus                                                                         | 104556 Info Katalog       | weitere Bilder |
| Dolní Lánov, bei der Kirche (Standort)                           | Kruzifix                           | Kruzifix                                                                                | 21898/6-3457 Info Katalog | Kruzifix       |
| Dolní Lánov, bei Nr. 42 (Standort)                               | Kruzifix                           | Kruzifix                                                                                | 37268/6-3458 Info Katalog | Kruzifix       |
| Dolní Lánov 1, auf dem Weg nach Prosečné (Proschwitz) (Standort) | Schmiede                           | Schmiede                                                                                | 34102/6-3459 Info Katalog | Schmiede       |

## Doubravice(Daubrawitz)
| Lage                                                      | Objekt                                                | Beschreibung                                          | ÚSKP-Nr.                  | Bild                               |
| --------------------------------------------------------- | ----------------------------------------------------- | ----------------------------------------------------- | ------------------------- | ---------------------------------- |
| Doubravice, hřbitov (Standort)                            | Grab von František Hak und Massengrab der Roten Armee | Grab von František Hak und Massengrab der Roten Armee | 34436/6-5128 Info Katalog | BW                                 |
| Doubravice, im Dorf an der Kreuzung (Standort)            | Kriegerdenkmal 1. und 2. Weltkrieg                    | Kriegerdenkmal 1. und 2. Weltkrieg                    | 22137/6-5139 Info Katalog | Kriegerdenkmal 1. und 2. Weltkrieg |
| Doubravice, vor dem Friedhof (Standort)                   | Sühnekreuz                                            | Sühnekreuz                                            | 17941/6-3468 Info Katalog | Sühnekreuz                         |
| Doubravice 18 ()                                          | Haus Nr. 18                                           | Bauernhaus                                            | 30560/6-3470 Info Katalog | Haus Nr. 18                        |
| Velehrádek 5 (Standort)                                   | Havlův mlýn                                           | Wassermühle Havlův                                    | 21653/6-3472 Info Katalog | BW                                 |
| Velehrádek, an der Kreuzung nach Bílé Poličany (Standort) | Wegkreuz                                              | Wegkreuz                                              | 32746/6-3469 Info Katalog | weitere Bilder                     |
| Zálesí, vor Nr. 11 (Zales) (Standort)                     | Kruzifix                                              | Kruzifix                                              | 17470/6-3473 Info Katalog | Kruzifix                           |

## Dubenec(Dubenetz)
| Lage                                                                       | Objekt                      | Beschreibung                | ÚSKP-Nr.                  | Bild               |
| -------------------------------------------------------------------------- | --------------------------- | --------------------------- | ------------------------- | ------------------ |
| Dubenec (Standort)                                                         | Kirche des hl. Josef        | Kirche des hl. Josef        | 14768/6-3474 Info Katalog | weitere Bilder     |
| Dubenec 1 (Standort)                                                       | Pfarrhaus                   | Pfarrhaus                   | 32829/6-3475 Info Katalog | Pfarrhaus          |
| Dubenec, bei der Kirche (Standort)                                         | Kriegerdenkmal 1. Weltkrieg | Kriegerdenkmal 1. Weltkrieg | 26990/6-5150 Info Katalog | weitere Bilder     |
| Dubenec 158, bei der Kirche (Standort)                                     | Bauernhaus Nr. 158          | Bauerngehöft                | 49999/6-6055 Info Katalog | Bauernhaus Nr. 158 |
| Dubenec 40, an der Straßenkreuzung von Libotova und von Lanžova (Standort) | Bauernhaus Nr. 40           | Bauerngehöft                | 18086/6-3476 Info Katalog | Bauernhaus Nr. 40  |

## Hajnice(Haindorf)
| Lage                             | Objekt                                   | Beschreibung | ÚSKP-Nr.                  | Bild                                     |
| -------------------------------- | ---------------------------------------- | --- | ------------------------- | ---------------------------------------- |
| Hajnice 6, Brusnice (Standort)   | Haus Nr. 6                               | Einstöckiges Bauernhaus mit Satteldach, Holzhaus mit kleinem Giebel an der Westseite, in der Nähe der Nikolauskirche. | 101116 Info Katalog       | Haus Nr. 6                               |
| Hajnice, Brusnice 99 (Standort)  | Haus Nr. 99                              | Bauernhaus, teilweise gemauert, mit angebautem Holzschuppen | 104435 Info Katalog       | BW                                       |
| Hajnice 104, Brusnice (Standort) | Schmiede                                 | Schmiede, einstöckiges Holzgebäude mit Pawlatschen und Holzskulptur des hl. Nikolaus sowie einem Dachboden im ersten Stock, errichtet um 1800. Neben dem Haus steht eine Sandsteinskulptur der Krönung der Jungfrau Maria. | 17411/6-3516 Info Katalog | weitere Bilder                           |
| Hajnice, Brusnice (Standort)     | Kirche des hl. Nikolaus                  | Areal der barocken Dorfkirche: - Kirche des hl. Nikolaus - Glockenturm aus Backstein, auf der linken Seite des Presbyteriums - Friedhof mit Friedhofskapelle, nördlich der Kirche - Umfriedungsmauer mit zwei Toren - Grabstätte der Opfer des Faschismus, auf dem Friedhof, nordwestlich der Kirche - Statue des hl. Johannes von Nepomuk, vor dem Kirchengelände auf der linken Seite. | 27399/6-3513 Info Katalog | weitere Bilder                           |
| Dolní Žďár (Standort)            | Kirche des hl. Johannes des Täufers      | Kirche des hl. Johannes des Täufers, urspr. gotische Dorfkirche, umgebaut 1602, mit rechteckigem Presbyterium und westlichem Glockenturm. | 34857/6-3539 Info Katalog | weitere Bilder                           |
| Hajnice 148, Kyje (Standort)     | Eliščin-Hof                              | Eliščin-Gut (Eliščin dvůr), einstöckig, ursprünglich Fachwerkhaus mit kreuzförmigem Oberlicht und auf Säulen aufgesetztem Glockenturm. | 49456/6-5990 Info Katalog | weitere Bilder                           |
| Hajnice, Nesytá (Standort)       | Gedenkstein mit Wappen der Stadt Jaroměř | Gedenkstein „U Lva“ mit dem Wappen der Stadt Jaroměř. Ein Findling mit einer Erinnerungstafel an die Gründung der Republik (am 28. Oktober 1918) und das Datum des Kaufs der hiesigen Wälder durch die Stadt Jaroměř (am 16. Juni 1928). Der Stein hat folgende Abmessungen: Breite 400 cm, Höhe 230 cm, Tiefe 220 cm. Der Gedenkstein wurde am 26. August 1928 enthüllt.                | 102954 Info Katalog       | Gedenkstein mit Wappen der Stadt Jaroměř |

## Havlovice(Haulowitz)
| Lage                                                       | Objekt                              | Beschreibung | ÚSKP-Nr.                  | Bild                               |
| ---------------------------------------------------------- | ----------------------------------- | --- | ------------------------- | ---------------------------------- |
| Havlovice 36 (Standort)                                    | Hejnův-Gut (Hejnův statek)          | Hejnův-Gut (Hejnův statek) | 11223/6-3524 Info Katalog | weitere Bilder                     |
| Havlovice, an der Brücke über die Aupa (Standort)          | Kriegerdenkmal 1. und 2. Weltkrieg  | Kriegerdenkmal 1. und 2. Weltkrieg | 16139/6-5112 Info Katalog | Kriegerdenkmal 1. und 2. Weltkrieg |
| Havlovice (Standort)                                       | Statue des hl. Johannes von Nepomuk | Statue des hl. Johannes von Nepomuk | 15828/6-3519 Info Katalog | weitere Bilder                     |
| Havlovice 35, U Mandle (Standort)                          | Wassermühle                         | Wassermühle und Mangel (Regnerův mlýn). Das Areal der ehemaligen Wassermühle, die im 19. Jahrhundert umgebaut wurde, angetrieben durch eine Wasserturbine. Geburtsort des Priesters Josef Regner-Havlovický (1794–1852). | 15312/6-4946 Info Katalog | weitere Bilder                     |
| Havlovice, im Garten bei Haus Nr. 252 (Standort)           | Grenzkreuz                          | Grenzkreuz | 14977/6-3522 Info Katalog | Grenzkreuz                         |
| Havlovice 168 (Standort)                                   | Haus Nr. 168                        | Bauernhaus | 21133/6-5091 Info Katalog | Haus Nr. 168                       |
| Havlovice, am linken Ufer der Aupa (Standort)              | Denkmal für Ladislav Vik            | Denkmal für Ladislav Vik († 1945) | 31945/6-5111 Info Katalog | weitere Bilder                     |
| Havlovice, am Oberlauf der Aupa (Standort)                 | Holzbrücke                          | Hölzerne Straßenbrücke | 35464/6-5057 Info Katalog | weitere Bilder                     |
| Havlovice, an der Brücke über die Aupa (Standort)          | Glockenturm                         | Glockenturm | 40559/6-3518 Info Katalog | weitere Bilder                     |
| Podhradí, auf einer Landzunge über dem Aupa-Tal (Standort) | Burg Vízmburk (Wiesenburg)          | Burgruine Vízmburk (Wiesenburg) mit archäologischen Spuren | 17988/6-3517 Info Katalog | weitere Bilder                     |

## Horní Brusnice(Ober Prausnitz)
| Lage                                                          | Objekt                                | Beschreibung                          | ÚSKP-Nr.                  | Bild                                  |
| ------------------------------------------------------------- | ------------------------------------- | ------------------------------------- | ------------------------- | ------------------------------------- |
| Horní Brusnice 206 (Standort)                                 | Bauernhaus Nr. 206                    | Bauerngehöft, ohne die Scheune        | 10682/6-4564 Info Katalog | weitere Bilder                        |
| Horní Brusnice (Standort)                                     | Kirche des hl. Nikolaus               | Kirche des hl. Nikolaus               | 102144 Info Katalog       | weitere Bilder                        |
| Horní Brusnice 134 (Standort)                                 | Haus Nr. 134                          | Bauernhaus                            | 24711/6-3530 Info Katalog | Haus Nr. 134                          |
| Horní Brusnice 248 (Standort)                                 | Bauernhaus Nr. 248                    | Bauerngehöft                          | 23554/6-4565 Info Katalog | Bauernhaus Nr. 248                    |
| Horní Brusnice 94 (Standort)                                  | Bauernhaus Nr. 94                     | Bauerngehöft                          | 27985/6-3528 Info Katalog | Bauernhaus Nr. 94                     |
| Horní Brusnice 90 (Standort)                                  | Haus Nr. 90                           | Bauernhaus                            | 27895/6-3527 Info Katalog | Haus Nr. 90                           |
| Horní Brusnice, Kreuzung am südwestlichen Ortsrand (Standort) | Statue des hl. Josef mit dem Jesulein | Statue des hl. Josef mit dem Jesulein | 25894/6-3526 Info Katalog | Statue des hl. Josef mit dem Jesulein |
| Horní Brusnice 169 (Standort)                                 | Bauernhaus Nr. 169                    | Bauerngehöft                          | 36023/6-3532 Info Katalog | Bauernhaus Nr. 169                    |
| Horní Brusnice 114 (Standort)                                 | Bauernhaus Nr. 114                    | Bauerngehöft                          | 34897/6-3529 Info Katalog | Bauernhaus Nr. 114                    |
| Horní Brusnice 150 (Standort)                                 | Bauernhaus Nr. 150                    | Bauerngehöft                          | 35571/6-3531 Info Katalog | Bauernhaus Nr. 150                    |

## Horní Olešnice(Ober Oels)
| Lage                            | Objekt               | Beschreibung | ÚSKP-Nr.                  | Bild                 |
| ------------------------------- | -------------------- | --- | ------------------------- | -------------------- |
| Horní Olešnice 3 (Standort)     | Haus Nr. 3           | Einstöckiges Bauernhaus, Backsteinbau, erbaut in der ersten Hälfte des 19. Jahrhunderts, gegenüber vom Wohnhaus eine Scheune, eine zweite Scheune und ein Holzschuppen. | 14070/6-3537 Info Katalog | Haus Nr. 3           |
| Ždírnice, bei Nr. 65 (Standort) | Dreifaltigkeitssäule | Sandsteinskulptur der Heiligen Dreifaltigkeit auf einer Säule, vor dem Haus Nr. 65 an der Ortsstraße zwischen altem Baumbestand.                                        | 106267 Info Katalog       | Dreifaltigkeitssäule |

## Jívka(Jibka)
| Lage                                               | Objekt                         | Beschreibung | ÚSKP-Nr.                  | Bild                    |
| -------------------------------------------------- | ------------------------------ | --- | ------------------------- | ----------------------- |
| Jívka, am Dorfrand, oberhalb der Quelle (Standort) | Säule mit Nepomukstatue        | Säule mit Nepomukstatue | 101859 Info Katalog       | Säule mit Nepomukstatue |
| Dolní Vernéřovice (Standort)                       | Schacht Bohumír                | Schacht Bohumír, gegr. in den 1850er Jahren, tiefes Kupfererz-Bergwerk, das bis in die 1950er Jahre in Betrieb war, jetzt vom Verein „Důl Jan Šverma Žacléř“ als Museum betrieben. | 105892 Info Katalog       | BW                      |
| Dolní Vernéřovice (Standort)                       | Säule mit Pietà-Skulptur       | Säule mit Pietà-Skulptur | 100922 Info Katalog       | BW                      |
| Hodkovice (Standort)                               | Kapelle Johannes des Täufers   | Kapelle Johannes des Täufers | 12600/6-5672 Info Katalog | weitere Bilder          |
| Horní Vernéřovice (Standort)                       | Kirche der hl. Maria Magdalene | Kirche der hl. Maria Magdalene | 27405/6-3538 Info Katalog | BW                      |
| Horní Vernéřovice (Standort)                       | Säule mit Nepomukstatue        | Säule mit Nepomukstatue | 100629 Info Katalog       | Säule mit Nepomukstatue |
| Horní Vernéřovice 17 (Standort)                    | Haus Nr. 17                    | Bauernhaus | 12747/6-5800 Info Katalog | BW                      |
| Janovice (Standort)                                | Kapelle des Antonius von Padua | Kapelle des Antonius von Padua | 33694/6-3566 Info Katalog | BW                      |

## Klášterská Lhota(Mönchsdorf)
| Lage                                                        | Objekt                                                                    | Beschreibung                                                        | ÚSKP-Nr.                  | Bild           |
| ----------------------------------------------------------- | ------------------------------------------------------------------------- | ------------------------------------------------------------------- | ------------------------- | -------------- |
| Klášterská Lhota (Standort)                                 | Dreifaltigkeitskapelle                                                    | Dreifaltigkeitskapelle                                              | 11469/6-5776 Info Katalog | weitere Bilder |
| Klášterská Lhota, bei der Dreifaltigkeitskapelle (Standort) | Kreuzweg                                                                  | Kreuzweg                                                            | 102965 Info Katalog       | weitere Bilder |
| Klášterská Lhota, bei der Dreifaltigkeitskirche (Standort)  | Kriegerdenkmal 2. Weltkrieg                                               | Kriegerdenkmal 2. Weltkrieg                                         | 16614/6-5116 Info Katalog | weitere Bilder |
| Klášterská Lhota, auf dem Friedhof (Standort)               | Massengrab der Opfer des Faschismus                                       | Massengrab der Opfer des Faschismus                                 | 21694/6-5162 Info Katalog | weitere Bilder |
| Klášterská Lhota, bei Nr. 65 (Standort)                     | Bemaltes Kreuz für die Opfer des Zweiten Weltkriegs in der Scheune Nr. 65 | Scheune, davon nur: Bemaltes Kreuz für Opfer des Zweiten Weltkriegs | 36553/6-3569 Info Katalog | weitere Bilder |

## Kocbeře(Rettendorf)
| Lage                                                                                | Objekt                                   | Beschreibung                                     | ÚSKP-Nr.                  | Bild                   |
| ----------------------------------------------------------------------------------- | ---------------------------------------- | ------------------------------------------------ | ------------------------- | ---------------------- |
| Kocbeře 115 (Standort)                                                              | Bauernhaus Nr. 115                       | Bauerngehöft                                     | 16843/6-3573 Info Katalog | BW                     |
| Kocbeře, am Wildpark Nr. 160 (Standort)                                             | Sühnekreuz                               | Sühnekreuz                                       | 14563/6-4576 Info Katalog | BW                     |
| Kocbeře, in der Nähe des Ortes Kocbeře (Standort)                                   | Grenzsteine der Sporckschen Herrschaft   | 34 Grenzsteine der Sporckschen Herrschaft (1726) | 22869/6-4943 Info Katalog | BW                     |
| Kocbeře, nördlich vom Ort am Waldrand (Standort)                                    | Rote Kapelle                             | Rote Kapelle (Červená kaplička)                  | 37177/6-3570 Info Katalog | Rote Kapelle           |
| Kocbeře, im Wald am Weg im OT U partyzána (Standort)                                | Denkmal des Kampfes gegen den Faschismus | Denkmal des Kampfes gegen den Faschismus         | 36244/6-5114 Info Katalog | BW                     |
| Kocbeře, im Wald, am nördlichen Ortsrand, bei der Quelle Jánské studánky (Standort) | Grenzstein                               | Grenzstein                                       | 46485/6-3572 Info Katalog | BW                     |
| Kocbeře, im Wald, etwa 200 m hinter der Roten Kapelle (Standort)                    | Grab eines Rotarmisten                   | Grab eines Rotarmisten                           | 47124/6-5160 Info Katalog | Grab eines Rotarmisten |
| Nová Ves, Dorfplatz (Standort)                                                      | Wegkreuz                                 | Wegkreuz                                         | 37220/6-3571 Info Katalog | Wegkreuz               |

## Kohoutov(Koken)
| Lage                                | Objekt                   | Beschreibung             | ÚSKP-Nr.                  | Bild                    |
| ----------------------------------- | ------------------------ | ------------------------ | ------------------------- | ----------------------- |
| Kohoutov (Standort)                 | Kirche Mariä Himmelfahrt | Kirche Mariä Himmelfahrt | 12994/6-5726 Info Katalog | weitere Bilder          |
| Kohoutov, bei der Kirche (Standort) | Säule mit Nepomukstatue  | Säule mit Nepomukstatue  | 101107 Info Katalog       | Säule mit Nepomukstatue |
| Kohoutov 72 (Standort)              | Pfarrhaus                | Pfarrhaus                | 12995/6-5795 Info Katalog | Pfarrhaus               |
| Kohoutov 74 (Standort)              | Alte Schule              | Alte Schule              | 12993/6-5699 Info Katalog | Alte Schule             |
| Kohoutov 48 ()                      | Bauernhaus Nr. 48        | Bauerngehöft             | 35669/6-3574 Info Katalog |                         |
| Kladruby (Standort)                 | Dreifaltigkeitskapelle   | Dreifaltigkeitskapelle   | 12214/6-6010 Info Katalog | weitere Bilder          |
| Vyhnánov (Standort)                 | Annenkapelle             | Annenkapelle             | Wikidata-Objekt anzeigen  | weitere Bilder          |
| Vyhnánov (Standort)                 | Kruzifix                 | Kruzifix                 | 101217 Info Katalog       | Kruzifix                |

## Královec(Königshan)
| Lage                                | Objekt                              | Beschreibung                        | ÚSKP-Nr.                  | Bild                                |
| ----------------------------------- | ----------------------------------- | ----------------------------------- | ------------------------- | ----------------------------------- |
| Královec, bei der Kirche (Standort) | Sühnekreuz                          | Sühnekreuz                          | 102284 Info Katalog       | Sühnekreuz                          |
| Královec, bei Nr. 63 (Standort)     | Statue des hl. Johannes von Nepomuk | Statue des hl. Johannes von Nepomuk | 44358/6-5660 Info Katalog | Statue des hl. Johannes von Nepomuk |

## Kunčice nad Labem(Pelsdorf)
| Lage                                         | Objekt        | Beschreibung  | ÚSKP-Nr.            | Bild           |
| -------------------------------------------- | ------------- | ------------- | ------------------- | -------------- |
| Kunčice nad Labem, im Dorfzentrum (Standort) | Marienkapelle | Marienkapelle | 105680 Info Katalog | weitere Bilder |

## Lampertice(Lampersdorf)
| Lage                                            | Objekt      | Beschreibung | ÚSKP-Nr.                  | Bild           |
| ----------------------------------------------- | ----------- | --- | ------------------------- | -------------- |
| Lampertice, důl Jan Šverma Žacléř (Standort)    | Grube Julia | Unterirdisches Kohlebergwerk - Grube Julia, davon nur: Förderturm, Bergbaugebäude, Bergbaumaschinenraum und Bergbaumaschine | 50666/6-6161 Info Katalog | weitere Bilder |
| Lampertice, důl Jan Šverma Žacléř (Standort)    | Grube Jan   | Kohlebergwerk - Grube Jan                                                                                                   | 104588 Info Katalog       | weitere Bilder |
| Lampertice, zwischen Straße und Bach (Standort) | Sühnekreuz  | Sühnekreuz | 25428/6-4568 Info Katalog | Sühnekreuz     |

## Lanžov(Lanschau)
| Lage                                                                | Objekt                              | Beschreibung | ÚSKP-Nr.                  | Bild                                |
| ------------------------------------------------------------------- | ----------------------------------- | --- | ------------------------- | ----------------------------------- |
| Lanžov, in der Ortsmitte (Standort)                                 | Kirche des hl. Bartholomäus         | Kirche des hl. Bartholomäus, eine einzigartig erhaltene romanische Kirche mit Renaissance- und Barockelementen, nach Südosten ausgerichtet, umgeben von einem Friedhof, von Westen durch ein Tor zugänglich. Vor der Südwestecke des Friedhofs steht eine separat geschützte Statue des hl. Johannes von Nepomuk. | 32373/6-3611 Info Katalog | weitere Bilder                      |
| Lanžov, bei der Kirche (Standort)                                   | Statue des hl. Johannes von Nepomuk | Spätbarocke Sandsteinstatue des hl. Johannes von Nepomuck aus der Mitte des 18. Jahrhunderts, unweit der Kirche. Die Statue ist auf einem dekorativ gegliederten, barocken Sockel montiert. | 46770/6-3612 Info Katalog | Statue des hl. Johannes von Nepomuk |
| Lanžov 1 (Standort)                                                 | Pfarrhaus                           | Areal des einstöckigen Pfarrhauses auf rechteckigem Grundriss, mit Einfriedung und gemauertem Tor an der Südseite, datiert auf 1710, nordwestlich der Kirche des hl. Bartholomäus. | 12592/6-5692 Info Katalog | Pfarrhaus                           |
| Lanžov, südöstlich vom Friedhof, am Wald, bei der Kirche (Standort) | Friedhofskapelle mit Tor            | Friedhofskapelle, neugotische Grabkapelle, hinter einem kulissenartigen Tor am Waldrand. | 12079/6-5576 Info Katalog | weitere Bilder                      |
| ()                                                                  | Wegkreuz                            | Wegkreuz | 44764/6-5055 Info Katalog |                                     |
| Lhotka 21 (Standort)                                                | Haus Nr. 21                         | Fachwerk-Bauernhaus mit angebauter Scheune, erbaut um 1830. Gebäude mit gut erhaltener Holzstruktur, einschl. Innenausstattung. | 101021 Info Katalog       | Haus Nr. 21                         |

## Libňatov(Liebental)
| Lage                | Objekt  | Beschreibung | ÚSKP-Nr.                  | Bild    |
| ------------------- | ------- | ------------ | ------------------------- | ------- |
| Libňatov (Standort) | Kapelle | Kapelle      | 12999/6-5738 Info Katalog | Kapelle |

## Libotov(Liebthal)
| Lage               | Objekt                   | Beschreibung             | ÚSKP-Nr.                  | Bild           |
| ------------------ | ------------------------ | ------------------------ | ------------------------- | -------------- |
| Libotov (Standort) | Sieben-Schmerzen-Kapelle | Sieben-Schmerzen-Kapelle | 39727/6-5090 Info Katalog | weitere Bilder |

## Litíč(Littitsch)
| Lage             | Objekt                | Beschreibung          | ÚSKP-Nr.            | Bild           |
| ---------------- | --------------------- | --------------------- | ------------------- | -------------- |
| Litíč (Standort) | Dreifaltigkeitskirche | Dreifaltigkeitskirche | 100862 Info Katalog | weitere Bilder |

## Maršov u Úpice(Marschau)
| Lage                                      | Objekt            | Beschreibung | ÚSKP-Nr.                  | Bild        |
| ----------------------------------------- | ----------------- | ------------ | ------------------------- | ----------- |
| Maršov u Úpice, bei der Schule (Standort) | Glockenturm       | Glockenturm  | 40997/6-3621 Info Katalog | Glockenturm |
| Maršov u Úpice 33 (Standort)              | Bauernhaus Nr. 33 | Bauerngehöft | 36923/6-3622 Info Katalog | BW          |

## Mladé Buky(Jungbuch)
| Lage                                                          | Objekt                                                        | Beschreibung | ÚSKP-Nr.                  | Bild                                                          |
| ------------------------------------------------------------- | ------------------------------------------------------------- | --- | ------------------------- | ------------------------------------------------------------- |
| Mladé Buky (Standort)                                         | Kirche der hl. Katharina                                      | Kirche der hl. Katharina. Kirchenareal mit Glockenturm auf der Außenterrasse oberhalb des Dorfes: - Kirche der hl. Katharina, auf gotischen Fundamenten aus der zweiten Hälfte des 14. Jahrhunderts erbaut, 1777 von J. Jenschke instand gesetzt - Glockenturm von 1599, südlich der Kirche | 34858/6-3623 Info Katalog | weitere Bilder                                                |
| Mladé Buky 1 (Standort)                                       | Pfarrhaus                                                     | Pfarrhaus, erbaut im ersten Drittel des 18. Jahrhunderts an der Stelle eines älteren Pfarrhauses nach Plänen des Architekten Martinelli. | 46478/6-5053 Info Katalog | Pfarrhaus                                                     |
| Mladé Buky, auf dem Friedhof (Standort)                       | Grab von Josef Janoušek                                       | Grab von Josef Janoušek, mit Grabstein aus poliertem Terrakotta. | 31822/6-5130 Info Katalog | Grab von Josef Janoušek                                       |
| Mladé Buky, auf dem Friedhof (Standort)                       | Grab der Opfer des Faschismus                                 | Unmarkiertes Grab im Urnenhain, erbaut nach 1945. Erinnerung an die Kriegsereignisse im Dorf. | 31822/6-5130 Info Katalog | Grab der Opfer des Faschismus                                 |
| Mladé Buky, beim Friedhof (Standort)                          | Kriegerdenkmal 1. Weltkrieg                                   | Kriegerdenkmal 1. Weltkrieg, monumentale Anlage für die Opfer des Krieges mit einer steinernen Treppe und seitlicher abgeschrägter Verkleidung. Durch diese Treppe konnte man auf ein weitläufiges Plateau aufsteigen, an dessen Spitze das Denkmal stand. Es war aus mehreren Teilen zusammengesetzt, auf den beiden seitlichen Sockeln mit zwei Statuen, links eine Witwe mit Kind und rechts die Figur eines verwundeten Kriegers. Das Denkmal wurde vom Trautenauer Bildhauer Emil Schwantner aus Sandstein (aus dem Steinbruch Libná in der Region Broumovsk) gestaltet. Es wurde am 20. Juli 1924 als Denkmal für fast 150 Opfer des Ersten Weltkriegs aus Mladý Buk, Kalná Voda, Dolní Sejů, Bystřice und Hertvíkovice eingeweiht. | 106460 Info Katalog       | Kriegerdenkmal 1. Weltkrieg                                   |
| Mladé Buky, Bártův les, Mladé buky und Slenářovice (Standort) | Golderzbergwerk mit Halden und einer Brücke über den Goldbach | Ehem. Golderzbergwerk mit Abraumhalden und einer Brücke aus Bruchstein über den Goldbach (Zlatý potok), Überreste und archäologische Spuren nach dem Silber- und Goldabbau aus dem 15. bis 18. Jahrhundert. Noch heute sind die Abraumhalden in Form von Hügeln erkennbar. Die Gesamtlänge der Brücke inkl. Zufahrt und Straße beträgt etwa 18 m. Die Brücke ist leicht erhöht, ohne seitliche Handläufe, mit segmentförmigem Brückenbogen. | 12578/6-5628 Info Katalog | Golderzbergwerk mit Halden und einer Brücke über den Goldbach |
| Mladé Buky, bei Nr. 275 (Standort)                            | Statue des hl. Johannes von Nepomuk                           | Barocke Sandsteinstatue des Hl. Johannes von Nepomuk in Überlebensgröße auf einem dreiteiligen klassizistischen Sockel. | 12012/6-5540 Info Katalog | weitere Bilder                                                |
| Hertvíkovice 14 (Standort)                                    | Haus Nr. 14                                                   | Bauernhaus, großes Holzhaus. | 21537/6-3625 Info Katalog | Haus Nr. 14                                                   |

## Mostek(Mastig)
| Lage                                               | Objekt      | Beschreibung | ÚSKP-Nr.                  | Bild        |
| -------------------------------------------------- | ----------- | ------------ | ------------------------- | ----------- |
| Mostek 48, an der Durchgangsstraße (Standort)      | Haus Nr. 48 | Bauernhaus   | 32008/6-3627 Info Katalog | Haus Nr. 48 |
| Debrné 7 (Standort)                                | Haus Nr. 7  | Bauernhaus   | 41398/6-4561 Info Katalog | Haus Nr. 7  |
| Debrné 12 (Standort)                               | Haus Nr. 12 | Bauernhaus   | 35542/6-3449 Info Katalog | Haus Nr. 12 |
| Zadní Mostek 4, an der Durchgangsstraße (Standort) | Haus Nr. 4  | Bauernhaus   | 36136/6-3626 Info Katalog | Haus Nr. 4  |

## Prosečné(Proschwitz)
| Lage                                        | Objekt                                   | Beschreibung                             | ÚSKP-Nr.                  | Bild                                     |
| ------------------------------------------- | ---------------------------------------- | ---------------------------------------- | ------------------------- | ---------------------------------------- |
| Prosečné, bei Nr. 62 (Standort)             | Statue des hl. Johannes von Nepomuk      | Statue des hl. Johannes von Nepomuk      | 32036/6-3642 Info Katalog | Statue des hl. Johannes von Nepomuk      |
| Prosečné, vor Nr. 30 (Standort)             | Wegkreuz                                 | Wegkreuz                                 | 31446/6-3644 Info Katalog | Wegkreuz                                 |
| Prosečné, bei Nr. 100 (Standort)            | Wegkreuz                                 | Wegkreuz                                 | 21523/6-3643 Info Katalog | Wegkreuz                                 |
| Prosečné (Standort)                         | Unbezeichnetes Grab aus dem 2. Weltkrieg | Unbezeichnetes Grab aus dem 2. Weltkrieg | 25101/6-5122 Info Katalog | Unbezeichnetes Grab aus dem 2. Weltkrieg |
| Prosečné (Standort)                         | Elisabethkirche                          | Elisabethkirche                          | 12879/6-5784 Info Katalog | weitere Bilder                           |
| Prosečné 41 (Standort)                      | Ehem. Grundschule                        | Ehem. Grundschule                        | 10007/6-5826 Info Katalog | Ehem. Grundschule                        |
| Prosečné 29 (Standort)                      | Haus Nr. 29                              | Bauernhaus                               | 11301/6-5936 Info Katalog | Haus Nr. 29                              |
| Prosečné (Standort)                         | Scheune bei Nr. 50                       | Scheune                                  | 11354/6-5935 Info Katalog | Scheune bei Nr. 50                       |
| Prosečné 100, v lukách při cestě (Standort) | Haus Nr. 100                             | Bauernhaus                               | 33970/6-3647 Info Katalog | Haus Nr. 100                             |
| Prosečné, bei Nr. 50 (Standort)             | Kapelle mit Mariensäule                  | Kapelle mit Mariensäule                  | 36163/6-3646 Info Katalog | Kapelle mit Mariensäule                  |

## Špindlerův Mlýn(Spindlermühle)
| Lage                                                        | Objekt                                                  | Beschreibung                                            | ÚSKP-Nr.                  | Bild           |
| ----------------------------------------------------------- | ------------------------------------------------------- | ------------------------------------------------------- | ------------------------- | -------------- |
| Špindlerův Mlýn (Standort)                                  | Peter-Paul-Kirche                                       | Peter-Paul-Kirche                                       | 41843/6-4585 Info Katalog | weitere Bilder |
| Špindlerův Mlýn 89 (Standort)                               | Petrova bouda (Peterbaude)                              | Touristenbaude - Peterbaude                             | 12503/6-6009 Info Katalog | weitere Bilder |
| Špindlerův Mlýn 95, Sedmidolí (Standort)                    | Bergbaude Nr. 95                                        | Touristenbaude - Bergbaude                              | 100973 Info Katalog       | BW             |
| Špindlerův Mlýn, über die Elbe (Standort)                   | Straßenbrücke                                           | Straßenbrücke über die Elbe                             | 34681/6-5058 Info Katalog | weitere Bilder |
| Špindlerův Mlýn, Bedřichov, beim Hotel Start (Standort)     | Heldendenkmal mit dem Grab der Soldaten der Roten Armee | Heldendenkmal mit dem Grab der Soldaten der Roten Armee | 27535/6-5107 Info Katalog | BW             |
| Špindlerův Mlýn, Klínové Boudy, Přední Labská 85 (Standort) | Haus Nr. 85                                             | Bauernhaus - Keilbaude                                  | 100471 Info Katalog       | BW             |

## Stanovice(Stangendorf)
| Lage                                                  | Objekt                                   | Beschreibung | ÚSKP-Nr.                  | Bild                                     |
| ----------------------------------------------------- | ---------------------------------------- | --- | ------------------------- | ---------------------------------------- |
| Stanovice 1 (Standort)                                | Landwirtschaftlicher Hof (Poplužní dvůr) | Landwirtschaftliches Gut - poplužní dvůr | 51579/6-6265 Info Katalog | Landwirtschaftlicher Hof (Poplužní dvůr) |
| Stanovice 14, bei der Brücke über die Elbe (Standort) | Wassermühle mit Kraftwerk                | Wassermühle mit Kraftwerk (Sporcksche Mühle) | 50496/6-6044 Info Katalog | weitere Bilder                           |
| Stanovice, bei der Brücke (Standort)                  | Dreifaltigkeits-Skulptur                 | Dreifaltigkeits-Skulptur | 13841/6-3609 Info Katalog | weitere Bilder                           |
| Stanovice, Betlém (Standort)                          | Bethlehem im Neuen Wald bei Kuks         | Bethlehem im Neuen Wald bei Kuks mit Statuen, Sammlung von Bildhauer-Arbeiten, geschaffen von 1718 bis 1732 unter Beteiligung des Barockbildhauers Matthias Bernhard Braun (1684–1738) und seiner Werkstatt für Franz Anton Graf von Sporck. | 15088/6-3610 Info Katalog | weitere Bilder                           |

## Staré Buky(Altenbuch)
| Lage                             | Objekt                  | Beschreibung            | ÚSKP-Nr.                  | Bild                    |
| -------------------------------- | ----------------------- | ----------------------- | ------------------------- | ----------------------- |
| Prostřední Staré Buky (Standort) | Annenkirche             | Annenkirche             | 38640/6-3670 Info Katalog | weitere Bilder          |
| Prostřední Staré Buky (Standort) | Säule mit Nepomukstatue | Säule mit Nepomukstatue | 103109 Info Katalog       | Säule mit Nepomukstatue |

## Strážné(Pommerndorf)
| Lage                                                                | Objekt              | Beschreibung | ÚSKP-Nr.                  | Bild           |
| ------------------------------------------------------------------- | ------------------- | --- | ------------------------- | -------------- |
| Strážné, Hořejší Herlíkovice (Standort)                             | Evangelische Kirche | Evangelische Kirche, Bau mit Jugendstilelementen von 1903/04 nach einem Entwurf des Dresdner Architekturbüros Schilling & Graebner. Bau auf rechteckigem Grundriss mit einem rechteckigen Presbyterium und einem an der Nordseite des Kirchenschiffs angebauten Turm. Der niedrige Sockel des Gebäudes aus Bruchstein gleicht die leichte Geländeneigung aus. | 24430/6-5052 Info Katalog | weitere Bilder |
| Strážné 178, Hořejší Herlíkovice (Standort)                         | Haus Nr. 178        | Bauernhaus, einstöckiges Berghaus, ein typischer Bau des Riesengebirges, erbaut vor 1840. Berghaus mit rechteckigem Grundriss in traditioneller Dreizimmeraufteilung mit Stall und Kammer im Wirtschaftsteil. Aus dem rechteckigen Grundriss des Erdgeschosses erhebt sich zum Hang hin ein mit Segmentgewölben ausgestatteter Milchkeller. Vermutlich gab es hier ursprünglich einen Heuboden, der mit der Entwicklung des Fremdenverkehrs zu Beginn des 20. Jahrhunderts zu kleinen Unterkunftsräumen ausgebaut wurde. | 106349 Info Katalog       | BW             |
| Strážné 103, Hintere Rennerbaude (Zadní Rennerovy Boudy) (Standort) | Bauernhaus Nr. 103  | Bauerngehöft - ein T-förmiger Holzbau mit einem Satteldach auf rechteckigem Grundriss, errichtet im 4. Viertel des 19. Jahrhunderts und im 1. Drittel des 20. Jahrhunderts in seiner heutigen Form ausgebaut. Zeugnis der ursprünglichen Besiedlung der höchsten Teile des Riesengebirges. | 12501/6-6037 Info Katalog | BW             |
| Strážné 105, Hintere Rennerbaude (Zadní Rennerovy Boudy) (Standort) | Bauernhaus Nr. 105  | Bauernhaus - volkstümlicher Bau mit Satteldach, erbaut im letzten Viertel des 19. Jahrhunderts mit baulichen Veränderungen um 1950. Zeugnis der ursprünglichen Besiedlung der höchsten östlichen Teile des Riesengebirges. Gebäude mit erhaltenem Grundriss und originalen Strukturelementen, mit Satteldach und einer Heubodengaube in der Westfassade. | 12502/6-6034 Info Katalog | BW             |

## Suchovršice(Saugwitz)
| Lage                                          | Objekt                              | Beschreibung                        | ÚSKP-Nr.                  | Bild                                |
| --------------------------------------------- | ----------------------------------- | ----------------------------------- | ------------------------- | ----------------------------------- |
| Suchovršice, bei Nr. 79 (Standort)            | Glockenturm                         | Glockenturm                         | 40950/6-3687 Info Katalog | Glockenturm                         |
| Suchovršice, am Oberlauf der Aupa (Standort)  | Dřevěná lávka                       | Lávka dřevěná                       | 32998/6-3689 Info Katalog | weitere Bilder                      |
| Suchovršice (Standort)                        | Kriegerdenkmal 1. und 2. Weltkrieg  | Kriegerdenkmal 1. und 2. Weltkrieg  | 41613/6-5113 Info Katalog | BW                                  |
| Suchovršice (Standort)                        | Statue des hl. Johannes von Nepomuk | Statue des hl. Johannes von Nepomuk | 31659/6-3688 Info Katalog | Statue des hl. Johannes von Nepomuk |
| Suchovršice, am Unterlauf der Aupa (Standort) | Dřevěná lávka                       | Lávka dřevěná                       | 31349/6-5060 Info Katalog | weitere Bilder                      |
| Suchovršice 7 (Standort)                      | Haus Nr. 7                          | Bauernhaus                          | 11896/6-5695 Info Katalog | Haus Nr. 7                          |

## Svoboda nad Úpou(Freiheit an der Aupa)
| Lage                                               | Objekt                                                                    | Beschreibung                                                              | ÚSKP-Nr.                  | Bild           |
| -------------------------------------------------- | ------------------------------------------------------------------------- | ------------------------------------------------------------------------- | ------------------------- | -------------- |
| Svoboda nad Úpou, náměstí Svornosti (Standort)     | Skulpturengruppe der Jungfrau Maria, des hl. Florian und des hl. Antonius | Skulpturengruppe der Jungfrau Maria, des hl. Florian und des hl. Antonius | 22872/6-3690 Info Katalog | weitere Bilder |
| Svoboda nad Úpou, náměstí Svornosti 497 (Standort) | Haus Nr. 497                                                              | Bürgerhaus                                                                | 12705/6-5680 Info Katalog | Haus Nr. 497   |
| Svoboda nad Úpou, 5. května 442 (Standort)         | Haus Nr. 442                                                              | Bürgerhaus                                                                | 23867/6-3691 Info Katalog | Haus Nr. 442   |
| Svoboda nad Úpou, 5. května 506 (Standort)         | Haus Nr. 506                                                              | Bürgerhaus                                                                | 14054/6-3692 Info Katalog | Haus Nr. 506   |
| Svoboda nad Úpou, 5. května 507 (Standort)         | Haus Nr. 507                                                              | Bürgerhaus                                                                | 21171/6-3693 Info Katalog | Haus Nr. 507   |
| Svoboda nad Úpou, Kostelní (Standort)              | Nepomukkirche                                                             | Nepomukkirche                                                             | 12877/6-5742 Info Katalog | weitere Bilder |
| Dolní Maršov, Pod Rýchorami 9 (Standort)           | Haus Nr. 9                                                                | Bauernhaus                                                                | 32074/6-5029 Info Katalog | weitere Bilder |

## Třebihošť (Trebihost)
| Lage                                                          | Objekt                             | Beschreibung | ÚSKP-Nr.                  | Bild                   |
| ------------------------------------------------------------- | ---------------------------------- | --- | ------------------------- | ---------------------- |
| Třebihošť, an der Straße im oberen Teil des Dorfes (Standort) | Kapelle Mariä Himmelfahrt          | Kapelle Mariä Himmelfahrt, neobarock umgebaute große gemauerte Dorfkapelle. Das Langhaus hat einen annähernd quadratischen Grundriss mit einem angebauten Vestibül mit Eingangsportal an der Westseite und einer nach Osten orientierten Apsis. Auf dem Dachfirst befindet sich eine achteckige Laterne mit Glocke und einem lateinischen Kreuz. | 106710 Info Katalog       | weitere Bilder         |
| Třebihošť (Standort)                                          | Kriegerdenkmal 1. Weltkrieg        | Kriegerdenkmal 1. Weltkrieg | 36626/6-5115 Info Katalog | weitere Bilder         |
| Horní Dehtov, am Friedhof (Standort)                          | Grab eines Rotarmisten             | Grab eines Rotarmisten | 45214/6-5153 Info Katalog | Grab eines Rotarmisten |
| Horní Dehtov (Standort)                                       | Kriegerdenkmal 1. und 2. Weltkrieg | Kriegerdenkmal 1. und 2. Weltkrieg | 30546/6-5137 Info Katalog | weitere Bilder         |
| Zvičina (Standort)                                            | Nepomukkirche                      | Nepomukkirche | 17862/6-3694 Info Katalog | weitere Bilder         |

## Velké Svatoňovice(Groß Schwadowitz)
| Lage                                                                                | Objekt                                             | Beschreibung                                 | ÚSKP-Nr.                  | Bild                                               |
| ----------------------------------------------------------------------------------- | -------------------------------------------------- | -------------------------------------------- | ------------------------- | -------------------------------------------------- |
| Velké Svatoňovice, bei Nr. 239 (Standort)                                           | Scheune                                            | Scheune                                      | 49761/6-6061 Info Katalog | Scheune                                            |
| Velké Svatoňovice 52 (Standort)                                                     | Haus Nr. 52                                        | Bauernhaus                                   | 47050/6-5068 Info Katalog | Haus Nr. 52                                        |
| Velké Svatoňovice 242, an der Kreuzung der Straße von Úpice nach Trutnov (Standort) | Befestigte Höhensiedlung - Feste Velké Svatoňovice | Befestigte Höhensiedlung – Feste (Na Valech) | 16318/6-3707 Info Katalog | Befestigte Höhensiedlung - Feste Velké Svatoňovice |
| Velké Svatoňovice 238 (Standort)                                                    | Bauernhaus Nr. 238                                 | Bauerngehöft                                 | 12749/6-3708 Info Katalog | Bauernhaus Nr. 238                                 |
| Velké Svatoňovice, gegenüber vom Teich (Standort)                                   | Kriegerdenkmal 1. und 2. Weltkrieg                 | Kriegerdenkmal 1. und 2. Weltkrieg           | 21925/6-5141 Info Katalog | Kriegerdenkmal 1. und 2. Weltkrieg                 |
| Markoušovice (Standort)                                                             | Kirche des hl. Johannes des Täufers                | Kirche des hl. Johannes des Täufers          | 11104/6-5916 Info Katalog | weitere Bilder                                     |
| Markoušovice 1 (Standort)                                                           | Bauernhaus Nr. 1                                   | Bauerngehöft                                 | 20180/6-3620 Info Katalog | Bauernhaus Nr. 1                                   |

## Velký Vřešťov(Markt Bürglitz)
| Lage                                                                      | Objekt                      | Beschreibung                      | ÚSKP-Nr.                  | Bild                        |
| ------------------------------------------------------------------------- | --------------------------- | --------------------------------- | ------------------------- | --------------------------- |
| Velký Vřešťov (Standort)                                                  | Hintere Burg Velký Vřešťov  | Hintere Burg (Hrad Velký Vřešťov) | 23254/6-3710 Info Katalog | BW                          |
| Velký Vřešťov, im Ortszentrum (Standort)                                  | Allerheiligenkirche         | Allerheiligenkirche               | 28899/6-3709 Info Katalog | weitere Bilder              |
| Velký Vřešťov, südöstlich von der Kirche (Standort)                       | Pranýř                      | Pranýř                            | 16428/6-3711 Info Katalog | Pranýř                      |
| Velký Vřešťov, auf dem Friedhof (Standort)                                | Grab eines Rotarmisten      | Grab eines Rotarmisten            | 45991/6-5158 Info Katalog | BW                          |
| Velký Vřešťov, unter der Stützmauer an der Ostseite der Kirche (Standort) | Kriegerdenkmal 1. Weltkrieg | Kriegerdenkmal 1. Weltkrieg       | 41670/6-5147 Info Katalog | Kriegerdenkmal 1. Weltkrieg |
| Velký Vřešťov 35 (Standort)                                               | Bauernhaus Nr. 35           | Bauerngehöft                      | 36054/6-3712 Info Katalog | weitere Bilder              |

## Vilantice(Fillenz)
| Lage                                                   | Objekt                              | Beschreibung                                                               | ÚSKP-Nr.                  | Bild           |
| ------------------------------------------------------ | ----------------------------------- | -------------------------------------------------------------------------- | ------------------------- | -------------- |
| Chotěborky, východní strana obce, na návrší (Standort) | Kirche Mariä Himmelfahrt            | Kirche Mariä Himmelfahrt                                                   | 34144/6-1915 Info Katalog | weitere Bilder |
| Chotěborky, am Dorfplatz (Standort)                    | Säule mit Nepomukstatue             | Säule mit Nepomukstatue                                                    | 30758/6-1917 Info Katalog | weitere Bilder |
| Chotěborky 3, gegenüber der Kirche (Standort)          | Geburtshaus von Franz Xaver Duschek | Bauerngehöft - Geburtshaus des Komponisten Franz Xaver Duschek (1731–1799) | 13833/6-1918 Info Katalog | weitere Bilder |

## Vítězná(Güntersdorf)
| Lage                                   | Objekt                             | Beschreibung                       | ÚSKP-Nr.                  | Bild                               |
| -------------------------------------- | ---------------------------------- | ---------------------------------- | ------------------------- | ---------------------------------- |
| Huntířov, bei der Kirche (Standort)    | Kriegerdenkmal 1. und 2. Weltkrieg | Kriegerdenkmal 1. und 2. Weltkrieg | 31853/6-5144 Info Katalog | Kriegerdenkmal 1. und 2. Weltkrieg |
| Huntířov, am Weg zur Kirche (Standort) | Sühnekreuz                         | Sühnekreuz                         | 34409/6-3716 Info Katalog | BW                                 |
| Huntířov 46, am Dorfplatz (Standort)   | Haus Nr. 46                        | Bauernhaus                         | 38890/6-3715 Info Katalog | BW                                 |
| Kocléřov (Standort)                    | Kirche des hl. Wenzel              | Kirche des hl. Wenzel              | 41649/6-3714 Info Katalog | weitere Bilder                     |

## Vlčice(Wildschütz)
| Lage                                     | Objekt                                                   | Beschreibung                                             | ÚSKP-Nr.                  | Bild                                                     |
| ---------------------------------------- | -------------------------------------------------------- | -------------------------------------------------------- | ------------------------- | -------------------------------------------------------- |
| Vlčice, bei Nr. 41 (Standort)            | Statue des hl. Florian                                   | Statue des hl. Florian                                   | 35149/6-3722 Info Katalog | Statue des hl. Florian                                   |
| Vlčice 74 (Standort)                     | Haus Nr. 74                                              | Bauernhaus                                               | 41870/6-3726 Info Katalog | Haus Nr. 74                                              |
| Vlčice 35 (Standort)                     | Haus Nr. 35                                              | Bauernhaus                                               | 28661/6-3725 Info Katalog | Haus Nr. 35                                              |
| Vlčice (Standort)                        | Skulpturengruppe des hl. Johannes von Nepomuk mit Engeln | Skulpturengruppe des hl. Johannes von Nepomuk mit Engeln | 28508/6-3723 Info Katalog | Skulpturengruppe des hl. Johannes von Nepomuk mit Engeln |
| Vlčice (Standort)                        | Adalbertkirche                                           | Adalbertkirche                                           | 24182/6-3721 Info Katalog | weitere Bilder                                           |
| Vlčice 1 (Standort)                      | Schloss und ehem. Pfarrhaus Vlčice                       | Schloss und ehem. Pfarrhaus Vlčice                       | 15236/6-3719 Info Katalog | Schloss und ehem. Pfarrhaus Vlčice                       |
| Hrádeček, nad osadou Hrádeček (Standort) | Burg Břecštejn (Silberstein)                             | Burgruine Hrad Břečtejn (Silberstein)                    | 18019/6-3720 Info Katalog | weitere Bilder                                           |

## Vlčkovice v Podkrkonoší(Wölsdorf)
| Lage                                         | Objekt               | Beschreibung         | ÚSKP-Nr.                  | Bild           |
| -------------------------------------------- | -------------------- | -------------------- | ------------------------- | -------------- |
| Horní Vlčkovice (Standort)                   | Kirche des hl. Josef | Kirche des hl. Josef | 102958 Info Katalog       | weitere Bilder |
| Horní Vlčkovice 21, an der Straße (Standort) | Schmiede             | Schmiede             | 26185/6-3727 Info Katalog | weitere Bilder |
| Horní Vlčkovice 52 (Standort)                | Haus Nr. 52          | Bauernhaus           | 51131/6-6243 Info Katalog | BW             |

## Zábřezí-Řečice(Zabres-Recitz)
| Lage                                                          | Objekt     | Beschreibung | ÚSKP-Nr.                  | Bild       |
| ------------------------------------------------------------- | ---------- | ------------ | ------------------------- | ---------- |
| Zábřezí, am Waldrand, an der Abzweigung nach Žčice (Standort) | Sühnekreuz | Sühnekreuz   | 14522/6-3468 Info Katalog | Sühnekreuz |

## Zlatá Olešnice(Goldenöls)
| Lage                      | Objekt           | Beschreibung     | ÚSKP-Nr.                  | Bild           |
| ------------------------- | ---------------- | ---------------- | ------------------------- | -------------- |
| Zlatá Olešnice (Standort) | Katharinenkirche | Katharinenkirche | 38911/6-3744 Info Katalog | weitere Bilder |